# 阿布拉普特島
67°0′S 57°46′E / 67.000°S 57.767°E
阿布拉普特島（英語：Abrupt Island）是南極洲的島嶼，位於肯普地，處於蘭島以東2公里，長1公里，根據挪威探險隊拍攝的空中照片繪入地圖，現時由南極條約體系管理。